# JFK Revisited: Through the Looking Glass
JFK Revisited: Through the Looking Glass è un film del 2021 diretto da Oliver Stone sull'assassinio di John Fitzgerald Kennedy.
Basato sul saggio di James DiEugenio Destiny Betrayed: JFK, Cuba, and the Garrison Case (1992), su documenti inediti ed altri elementi del caso emersi dall'uscita di JFK - Un caso ancora aperto (1991), il documentario è stato descritto da Stone come: «una chiusura necessaria al mio film del 1991. Sistema molte questioni in sospeso e spero che corregga gran parte dell'ignoranza creatasi attorno al caso e al film», di cui riafferma le tesi.

## Produzione
Il film è stato annunciato nel 2019 come una docuserie intitolata JFK: Destiny Betrayed. Il progetto ha riunito Stone con suoi ex frequenti collaboratori come Robert Richardson, che aveva già diretto la fotografia di JFK - Un caso ancora aperto, e il compositore Jeff Beal. La versione originale del film, destinata al mercato televisivo e della durata di quattro ore, è stata poi ridotta a una di due, secondo Stone "più semplice e lineare", per attrarre distributori statunitensi ed esteri. Stone ha comunque realizzato la versione di quattro ore da distribuire in seguito, o in DVD. Uno dei motivi che l'ha spinto a fare un documentario trent'anni dopo il film che aveva già dedicato all'argomento è che «era più facile attaccare un film visto che doveva per forza prendersi una qualche forma di licenza poetica, una drammatizzazione. Con un documentario questo sarà più difficile.»

## Promozione
Il 10 luglio 2021, Deadline Hollywood ha pubblicato la prima clip del film.

## Distribuzione
Nel febbraio 2021, Stone ha confermato che il film sarebbe stato presentato alla 74ª edizione del Festival di Cannes. Lì, ha avuto la sua anteprima mondiale il 12 luglio 2021 nella nuova sezione Cannes Première.
Il film non ha ancora una distribuzione negli Stati Uniti: sia Netflix sia National Geographic si sono rifiutati di acquisirlo a causa dei suoi contenuti "non sottoposti alla verifica dei fatti". Stone ha lamentato che, contenendo informazioni inedite, «se fanno fact checking secondo fonti convenzionali è ovvio che poi diranno che non è vero», e ha considerato l'idea di rendere disponibile il film negli Stati Uniti su YouTube.
Sarà distribuito in Italia da I Wonder Pictures.

## Riconoscimenti
- 2021 - Festival di Cannes
  - In concorso per L'Œil d'or